# China Corsair
China Corsair è un film statunitense del 1951 diretto da Ray Nazarro.
È un film d'avventura con Jon Hall, Lisa Ferraday e Ron Randell. È il film d'esordio cinematografico di Ernest Borgnine che interpreta Hu Chang, gestore della bisca Green Dragon.

## Produzione
Il film, diretto da Ray Nazarro su una sceneggiatura di Harold Greene, fu prodotto da Rudolph C. Flothow per la Columbia Pictures Corporation.

## Distribuzione
Il film fu distribuito negli Stati Uniti dal 12 giugno 1951 al cinema dalla Columbia Pictures.
Alcune delle uscite internazionali sono state:
- nelle Filippine il 15 aprile 1952
- in Danimarca il 5 aprile 1954 (Kinabugtens smuglerdronning)
- in Grecia (Oi peiratai tis Kinas)

## Promozione
La tagline è: "Pirate Queen Stalks Racket King!".